# Carrefour Schweiz
Die Carrefour Schweiz AG, eine Tochter des international tätigen französischen Unternehmens Carrefour, war bis zum Rückzug aus dem Schweizer Markt 2007 ein in der Schweiz tätiges Unternehmen im Einzelhandel. Dort wurden die Carrefour-Grossmärkte als Joint-Venture mit der Schweizer Maus-Frères-Gruppe betrieben, wobei im Jahr 2006 ein Umsatz von gut 950 Millionen Schweizer Franken erzielt wurde.
An der Firma Distributis AG, die die Schweizer Carrefour-Grossmärkte seit 2000 betrieb, war die Groupe Carrefour mit 40 % beteiligt. Die restlichen 60 % hielt die Schweizer Maus Frères Holding (unter anderem Manor, Manora, Athleticum, Jumbo Baumärkte). Zehn der elf Carrefour-Filialen entstanden aus den «Jumbo-Grossmärkten», die ab August 1974 (erster Jumbo-Grossmarkt in Dietlikon) entstanden. Davon nicht tangiert wurde die Baumarktkette der Maus-Gruppe, die unverändert den Namen «Jumbo» trägt.
In der Schweiz betrieb Carrefour im Jahr 2007 zwölf grossflächige Supermärkte. Die Filialen befanden sich in der französischsprachigen Schweiz, im Kanton Wallis, im Kanton Bern, im Kanton Zürich und im Kanton Tessin. Carrefour hatte beabsichtigt, weitere Filialen zu eröffnen, insbesondere in der Zentralschweiz und in der Ostschweiz. Diese Pläne wurden aber nicht mehr umgesetzt, stattdessen gab Carrefour am 21. August 2007 den Ausstieg aus dem Schweizer Markt bekannt.
Die zwölf Grossmärkte und zwei weit gediehene Projekte wurden von Coop für rund 470 Millionen Schweizer Franken übernommen. Die Standorte wurden gesamthaft verkauft, womit auch die Maus-Gruppe aus dem Joint-Venture ausstieg.